# Mecodina costanotata
Mecodina costanotata là một loài bướm đêm trong họ Erebidae.